# Arthur John Cronquist
Arthur John Cronquist (San José, California; 19 de marzo de 1919-Provo, Utah; 22 de marzo de 1992) fue un botánico estadounidense.

## Obras
Su obra más conocida, y la más influyente de todo el siglo XX, es la que estableció el sistema de clasificación de las plantas con flor o angiospermas (Sistema Cronquist), en las publicaciones An Integrated System of Classification of Flowering Plants (1981) y The Evolution and Classification of Flowering Plants (1988).
Además fue un experto en Asteraceae.

### Publicaciones seleccionadas
- An Integrated System of Classification of Flowering Plants. CUP, New York 1992, ISBN 0-231-03880-1
- The Evolution and Classification of Flowering Plants. New Botanical Garden, New York 1997, ISBN 0-89327-332-5
- Manual of Vascular Plants of Northeastern United States and Adjacent Canada. Van Nostrand, Princeton, N.J. 1991, ISBN 0-89327-365-1 (con Henry A. Gleason)
- The Natural Geography of Plants. 1964 (con Henry A. Gleason)
- Vascular Plants of the Pacific Northwest. University of Washington Press, Seattle, Wash. (con Charles L. Hitchcock)

1. Vascular cryptogams, gymnosperms and monocotyledons, 1969
2. Salicaceae to Saxifragaceae, 1964
3. Saxifragaceae to Ericaceae, 1961
4. Ericaceae to Campanulaceae, 1959
5. Compositae, 1955

- Flora of the Pacific Northwest. University of Washington Press, Seattle, Wash. 1974 (con Charles L. Hitchcock)

## Eponimia
Géneros
- familia botánica de las asteráceas:

- Cronquistia R.M.King (un posible sinónimo de Carphochaete A.Gray)
- Cronquistianthus R.M.King y H.Rob. (a veces incluido en Eupatorium L.)

Especies
- (Asteraceae) Bidens cronquistii (Sherff) Melchert[5]
- (Asteraceae) Centaurea cronquistii Takht. & Gabrieljan[6]
- (Asteraceae) Eupatorium cronquistii (R.M.King & H.Rob.) B.L.Turner[7]
- (Asteraceae) Flaveria cronquistii A.M.Powell[8]
- (Asteraceae) Machaeranthera cronquistii (S.L.Welsh & N.D.Atwood) Cronquist[9]
- (Asteraceae) Xylorhiza cronquistii S.L.Welsh & N.D.Atwood[10]
- (Campanulaceae) Cyananthus cronquistii K.K.Shrestha[11]
- (Fabaceae) Astragalus cronquistii Barneby[12]
- (Hydrophyllaceae) Phacelia cronquistiana S.L.Welsh[13]
- (Loasaceae) Nuttallia cronquistii (H.Thomps. & Prigge) W.A.Weber[14]
- (Trilliaceae) Paris cronquistii (Takht.) H.Li[15]